# Ali Abd al-Amir Allawi

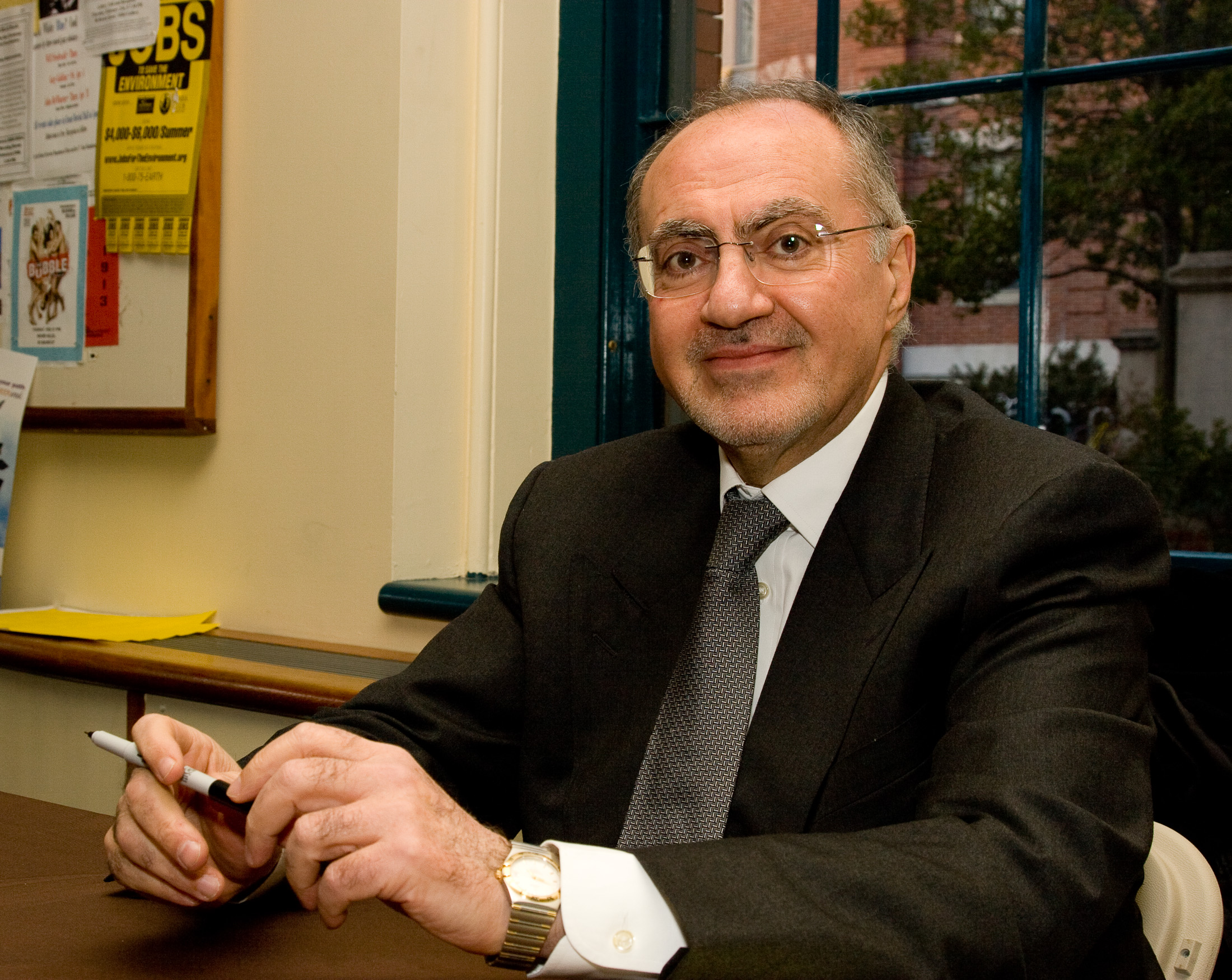
Ali Abd al-Amir Allawi (2008)

Ali Abd al-Amir Allawi (arabisch علي عبد الأمير علاوي, DMG ʿAlī ʿAbd al-Amīr ʿAllāwī) (* 1947 in Bagdad) war Stellvertretender Ministerpräsident und Finanzminister des Irak.

## Leben
Während der Zeit der Diktatur von Saddam Hussein war Allawi in London im Exil. Er studierte Technik und Wirtschaft am Massachusetts Institute of Technology und an der Harvard-Universität. Später arbeitete er als Berater der Weltbank.
Im Jahre 2002 wurde das Dokument The Declaration of Iraqi Shia veröffentlicht, an dessen Entstehung er mitgewirkt hatte. In diesem Dokument, das von vielen schiitischen Exilanten unterzeichnet worden war, wurde die Errichtung eines konstitutionellen, parlamentarischen Systems im Irak gefordert; dennoch wurde die Notwendigkeit der Bewahrung der islamischen kulturellen Identität des Irak betont.
Im September 2003 wurde er Handelsminister des irakischen Regierungsrates. In dieser Zeit kritisierte er die Politik der USA, die irakische Wirtschaft radikal zu liberalisieren. Allawi sagte, nachdem der Irak in der Vergangenheit schon viele negative wirtschaftliche Theorien erlitten habe, unter anderen unter der Theorie des Sozialismus, leide die irakische Wirtschaft nun unter einem Fundamentalismus des Freien Marktes.
Im April 2004 wurde er zum ersten Verteidigungsminister in der nun neuen irakischen Übergangsregierung ernannt. Nach den Wahlen vom 30. Januar 2005 wurde Allawi zum Finanzminister der irakischen Regierung gewählt. 2006 löste ihn Bayan Baqir Sulagh ab.
Er besitzt die amerikanische Staatsbürgerschaft.
Ali Abd al-Amir Allawi ist der Cousin des ehemaligen irakischen Ministerpräsidenten Iyad Allawi, sein Onkel ist der frühere stellvertretende Ministerpräsident Ahmad Tschalabi.